# Epidendrum albomarginatum
Epidendrum albomarginatum är en orkidéart som beskrevs av Heinrich Gustav Reichenbach. Epidendrum albomarginatum ingår i släktet Epidendrum och familjen orkidéer. Inga underarter finns listade i Catalogue of Life.